# Chiara Lapi
Pour l’article ayant un titre homophone, voir Lappi (homonymie).
Chiara Lapi est une joueuse italienne de volley-ball née le 3 mars 1991 à San Miniato. Elle mesure 1,82 m et joue au poste de centrale. 

## Clubs
| Club                      | Pays   | De        | À         |
| ------------------------- | ------ | --------- | --------- |
| Volley Bergamo            | Italie | 2007-2008 | 2007-2008 |
| Asystel Novara            | Italie | 2008-2009 | 2009-2010 |
| Tiboni Urbino             | Italie | 2010-2011 | 2010-2011 |
| Terre Verdiane Volley     | Italie | 2011-2012 | 2011-2012 |
| Volley 2002 Forlì         | Italie | 2012-2013 | 2012-2013 |
| Robur Pallavolo Scandicci | Italie | 2013-2014 | …         |

## Palmarès
- Coupe de la CEV
  - Vainqueur : 2011.